# Saison 2012-2013 de la LHOu
Saison précédente Saison suivante
La saison 2012-2013 est la 47e saison de hockey sur glace de la Ligue de hockey de l'Ouest.  

## Saison régulière

### Classement

#### Conférence de l'Est
| Clt   | Équipe                   | division | PJ | V  | D  | DP | DF | BP  | BC  | Pts |
| ----- | ------------------------ | -------- | -- | -- | -- | -- | -- | --- | --- | --- |
| +001, | Blades de Saskatoon      | Est      | 72 | 44 | 22 | 2  | 4  | 280 | 221 | 94  |
| +002, | Raiders de Prince Albert | Est      | 72 | 37 | 28 | 3  | 4  | 234 | 233 | 81  |
| +003, | Broncos de Swift Current | Est      | 72 | 36 | 29 | 3  | 4  | 206 | 193 | 79  |
| +004, | Warriors de Moose Jaw    | Est      | 72 | 25 | 36 | 4  | 7  | 182 | 249 | 61  |
| +005, | Pats de Regina           | Est      | 72 | 25 | 38 | 4  | 5  | 193 | 269 | 59  |
| +006, | Wheat Kings de Brandon   | Est      | 72 | 24 | 40 | 4  | 4  | 189 | 284 | 56  |

- Meneur de sa division
- Qualifié pour les séries éliminatoires

| Clt   | Équipe                   | division | PJ | V  | D  | DP | DF | BP  | BC  | Pts |
| ----- | ------------------------ | -------- | -- | -- | -- | -- | -- | --- | --- | --- |
| +001, | Oil Kings d'Edmonton     | Centrale | 72 | 51 | 15 | 2  | 4  | 278 | 155 | 108 |
| +002, | Hitmen de Calgary        | Centrale | 72 | 46 | 21 | 1  | 4  | 266 | 204 | 97  |
| +003, | Rebels de Red Deer       | Centrale | 72 | 39 | 26 | 5  | 2  | 208 | 204 | 85  |
| +004, | Tigers de Medicine Hat   | Centrale | 72 | 36 | 33 | 2  | 1  | 243 | 244 | 75  |
| +005, | Ice de Kootenay          | Centrale | 72 | 35 | 35 | 2  | 0  | 203 | 221 | 72  |
| +006, | Hurricanes de Lethbridge | Centrale | 72 | 28 | 34 | 3  | 7  | 212 | 253 | 66  |

- Champion de Conférence
- Qualifié pour les séries éliminatoires

#### Conférence de l'Ouest
| Clt   | Équipe                   | division | PJ | V  | D  | DP | DF | BP  | BC  | Pts |
| ----- | ------------------------ | -------- | -- | -- | -- | -- | -- | --- | --- | --- |
| +001, | Rockets de Kelowna       | B.C.     | 72 | 52 | 16 | 3  | 1  | 309 | 178 | 108 |
| +002, | Blazers de Kamloops      | B.C.     | 72 | 47 | 20 | 2  | 3  | 261 | 180 | 99  |
| +003, | Royals de Victoria       | B.C.     | 72 | 35 | 30 | 2  | 5  | 223 | 252 | 77  |
| +004, | Cougars de Prince George | B.C.     | 72 | 21 | 43 | 2  | 6  | 177 | 273 | 50  |
| +005, | Giants de Vancouver      | B.C.     | 72 | 21 | 49 | 2  | 0  | 197 | 299 | 44  |

- Meneur de sa division
- Qualifié pour les séries éliminatoires

| Clt   | Équipe                   | division | PJ | V  | D  | DP | DF | BP  | BC  | Pts |
| ----- | ------------------------ | -------- | -- | -- | -- | -- | -- | --- | --- | --- |
| +001, | Winter Hawks de Portland | U.S.     | 72 | 57 | 12 | 1  | 2  | 334 | 169 | 117 |
| +002, | Chiefs de Spokane        | U.S.     | 72 | 44 | 26 | 2  | 0  | 269 | 230 | 90  |
| +003, | Americans de Tri-City    | U.S.     | 72 | 40 | 27 | 2  | 3  | 246 | 227 | 85  |
| +004, | Thunderbirds de Seattle  | U.S.     | 72 | 24 | 38 | 7  | 3  | 210 | 286 | 58  |
| +005, | Silvertips d'Everett     | U.S.     | 72 | 25 | 40 | 3  | 4  | 172 | 268 | 57  |

- Champion de la ligue
- Qualifié pour les séries éliminatoires

### Meilleurs pointeurs
| Joueur            | Équipe                  | PJ | B  | A  | Pts | Pun |
| ----------------- | ----------------------- | -- | -- | -- | --- | --- |
| Brendan Leipsic   | Winterhawks de Portland | 68 | 49 | 71 | 120 | 103 |
| Nicolas Petan     | Winterhawks de Portland | 71 | 46 | 74 | 120 | 43  |
| Ty Rattie         | Winterhawks de Portland | 62 | 48 | 62 | 110 | 27  |
| Justin Feser      | Americans de Tri-City   | 72 | 44 | 62 | 106 | 57  |
| Colin Smith       | Blazers de Kamloops     | 70 | 41 | 65 | 106 | 72  |
| Myles Bell        | Rockets de Kelowna      | 69 | 38 | 55 | 93  | 68  |
| Michael St. Croix | Oil Kings d'Edmonton    | 72 | 37 | 55 | 92  | 36  |
| Curtis Valk       | Tigers de Medicine Hat  | 71 | 46 | 45 | 91  | 54  |
| Tim Bozon         | Blazers de Kamloops     | 69 | 36 | 55 | 91  | 58  |
| Cody Sylvester    | Hitmen de Calgary       | 68 | 41 | 49 | 90  | 49  |

### Meilleurs gardiens
| Joueur           | Équipe                  | PJ | Min  | V  | D  | DP | DF | Bl | Moy  | %Arr |
| ---------------- | ----------------------- | -- | ---- | -- | -- | -- | -- | -- | ---- | ---- |
| Tristan Jarry    | Oil Kings d'Edmonton    | 27 | 1495 | 18 | 7  | 0  | 0  | 6  | 93,6 | 1,61 |
| Mac Carruth      | Winterhawks de Portland | 39 | 2275 | 30 | 7  | 0  | 2  | 7  | 92,9 | 2,06 |
| Laurent Brossoit | Oil Kings d'Edmonton    | 49 | 2854 | 33 | 8  | 2  | 4  | 5  | 91,7 | 2,25 |
| Patrik Bartošák  | Rebels de Red Deer      | 55 | 3134 | 33 | 14 | 5  | 0  | 5  | 93,5 | 2,26 |
| Cole Cheveldave  | Blazers de Kamloops     | 56 | 3276 | 36 | 16 | 1  | 1  | 6  | 90,8 | 2,38 |

## Séries éliminatoires
Le vainqueur des séries remportent la Coupe Ed Chynoweth.
|  | Huitièmes de finale | Huitièmes de finale |          |   | Quarts de finale | Quarts de finale |  |  | Demi-finales | Demi-finales |  |  | Finale | Finale |
|  | Huitièmes de finale | Huitièmes de finale |          |   | Quarts de finale | Quarts de finale |  |  | Demi-finales | Demi-finales |  |  | Finale | Finale |
|  |                     |                     |          |   |                  |                  |  |  |              |              |  |  |        |        |
|  |                     |                     |          |   |                  |                  |  |  |              |              |  |  |        |        |
|  |                     |                     |          |   |                  |                  |  |  |              |              |  |  |        |        |
|  | Edmonton            | 4                   |          |   |                  |                  |  |  |              |              |  |  |        |        |
|  | Edmonton            | 4                   |          |   |                  |                  |  |  |              |              |  |  |        |        |
|  | Kootenay            | 1                   |          |   |                  |                  |  |  |              |              |  |  |        |        |
|  | Kootenay            | 1                   | Edmonton | 4 |                  |                  |  |  |              |              |  |  |        |        |
|  |                     |                     | Edmonton | 4 |                  |                  |  |  |              |              |  |  |        |        |
|  |                     | Medecine Hat        | 0        |   |                  |                  |  |  |              |              |  |  |        |        |
|  | Saskatoon           | Medecine Hat        | 0        | 0 |                  |                  |  |  |              |              |  |  |        |        |
|  | Saskatoon           |                     |          | 0 |                  |                  |  |  |              |              |  |  |        |        |
|  | Medecine Hat        | 4                   |          |   |                  |                  |  |  |              |              |  |  |        |        |
|  | Medecine Hat        | 4                   | Edmonton | 4 |                  |                  |  |  |              |              |  |  |        |        |
|  |                     |                     | Edmonton | 4 |                  |                  |  |  |              |              |  |  |        |        |
|  |                     | Calgary             | 3        |   |                  |                  |  |  |              |              |  |  |        |        |
|  | Calgary             | Calgary             | 3        | 4 |                  |                  |  |  |              |              |  |  |        |        |
|  | Calgary             |                     |          | 4 |                  |                  |  |  |              |              |  |  |        |        |
|  | Swift Current       | 1                   |          |   |                  |                  |  |  |              |              |  |  |        |        |
|  | Swift Current       | 1                   | Calgary  | 4 |                  |                  |  |  |              |              |  |  |        |        |
|  |                     |                     | Calgary  | 4 |                  |                  |  |  |              |              |  |  |        |        |
|  |                     | Red Deer            | 1        |   |                  |                  |  |  |              |              |  |  |        |        |
|  | Red Deer            | Red Deer            | 1        | 4 |                  |                  |  |  |              |              |  |  |        |        |
|  | Red Deer            |                     |          | 4 |                  |                  |  |  |              |              |  |  |        |        |
|  | Prince Albert       | 0                   |          |   |                  |                  |  |  |              |              |  |  |        |        |
|  | Prince Albert       | 0                   | Edmonton | 2 |                  |                  |  |  |              |              |  |  |        |        |
|  |                     |                     | Edmonton | 2 |                  |                  |  |  |              |              |  |  |        |        |
|  |                     | Portland            | 4        |   |                  |                  |  |  |              |              |  |  |        |        |
|  | Portland            | Portland            | 4        | 4 |                  |                  |  |  |              |              |  |  |        |        |
|  | Portland            |                     |          | 4 |                  |                  |  |  |              |              |  |  |        |        |
|  | Everett             | 2                   |          |   |                  |                  |  |  |              |              |  |  |        |        |
|  | Everett             | 2                   | Portland | 4 |                  |                  |  |  |              |              |  |  |        |        |
|  |                     |                     | Portland | 4 |                  |                  |  |  |              |              |  |  |        |        |
|  |                     | Spokane             | 0        |   |                  |                  |  |  |              |              |  |  |        |        |
|  | Kelowna             | Spokane             | 0        | 4 |                  |                  |  |  |              |              |  |  |        |        |
|  | Kelowna             |                     |          | 4 |                  |                  |  |  |              |              |  |  |        |        |
|  | Seattle             | 3                   |          |   |                  |                  |  |  |              |              |  |  |        |        |
|  | Seattle             | 3                   | Portland | 4 |                  |                  |  |  |              |              |  |  |        |        |
|  |                     |                     | Portland | 4 |                  |                  |  |  |              |              |  |  |        |        |
|  |                     | Kamloops            | 1        |   |                  |                  |  |  |              |              |  |  |        |        |
|  | Kamloops            | Kamloops            | 1        | 4 |                  |                  |  |  |              |              |  |  |        |        |
|  | Kamloops            |                     |          | 4 |                  |                  |  |  |              |              |  |  |        |        |
|  | Victoria            | 2                   |          |   |                  |                  |  |  |              |              |  |  |        |        |
|  | Victoria            | 2                   | Kelowna  | 0 |                  |                  |  |  |              |              |  |  |        |        |
|  |                     |                     | Kelowna  | 0 |                  |                  |  |  |              |              |  |  |        |        |
|  |                     | Kamloops            | 4        |   |                  |                  |  |  |              |              |  |  |        |        |
|  | Spokane             | Kamloops            | 4        | 4 |                  |                  |  |  |              |              |  |  |        |        |
|  | Spokane             |                     |          | 4 |                  |                  |  |  |              |              |  |  |        |        |
|  | Tri-City            | 1                   |          |   |                  |                  |  |  |              |              |  |  |        |        |
|  | Tri-City            | 1                   |          |   |                  |                  |  |  |              |              |  |  |        |        |

## Honneurs et trophées
- Trophée Scotty-Munro, remis au champion de la saison régulière  : Winterhawks de Portland
- Trophée commémoratif des quatre Broncos, remis au meilleur joueur : Adam Lowry (Broncos de Swift Current)
- Trophée Daryl-K.-(Doc)-Seaman, remis au meilleur joueur étudiant : Josh Morrissey (Raiders de Prince Albert)
- Trophée Bob-Clarke, remis au meilleur pointeur : Brendan Leipsic (Winterhawks de Portland), Nicolas Petan (Winterhawks de Portland)
- Trophée Brad-Hornung, remis au joueur ayant le meilleur esprit sportif : Dylan Wruck (Oil Kings d'Edmonton)
- Trophée commémoratif Bill-Hunter, remis au meilleur défenseur : Brenden Kichton (Chiefs de Spokane)
- Trophée Jim-Piggott, remis à la meilleure recrue : Seth Jones (Winterhawks de Portland)
- Trophée Del-Wilson, remis au meilleur gardien : Patrik Bartosak (Rebels de Red Deer)
- Trophée Dunc-McCallum, remis au meilleur entraîneur : Ryan McGill (Ice de Kootenay)
- Trophée Lloyd-Saunders, remis au membre exécutif de l'année : Bob Green (Oil Kings d'Edmonton)
- Trophée Allen-Paradice, remis au meilleur arbitre : Nathan Wieler
- Trophée St. Clair Group, remis au meilleur membre des relations publique : Blazers de Kamloops
- Trophée Doug-Wickenheiser, remis au joueur ayant démontré la meilleure implication auprès de sa communauté : Cody Sylvester (Hitmen de Calgary)
- Trophée plus-moins de la WHL, remis au joueur ayant le meilleur ratio +/- : Nicolas Petan (Winterhawks de Portland)
- Trophée airBC, remis au meilleur joueur en série éliminatoire : Ty Rattie (Winterhawks de Portland)
- Alumni Achievement Awards :

### Équipes d'étoiles
| Première équipe   | Première équipe          | Position | Deuxième équipe  | Deuxième équipe        |
| Joueur            | Équipe                   | Position | Joueur           | Équipe                 |
| ----------------- | ------------------------ | -------- | ---------------- | ---------------------- |
| Patrik Bartosak   | Rebels de Red Deer       | G        | Laurent Brossoit | Oil Kings d'Edmonton   |
| Morgan Rielly     | Warriors de Moose Jaw    | D        | Alex Roach       | Hitmen de Calgary      |
| Darren Dietz      | Blades de Saskatoon      | D        | Keegan Lowe      | Oil Kings d'Edmonton   |
| Adam Lowry        | Broncos de Swift Current | A        | Sam Reinhart     | Ice de Kootenay        |
| Michael St. Croix | Oil Kings d'Edmonton     | A        | Cody Sylvester   | Hitmen de Calgary      |
| Curtis Valk       | Tigers de Medicine Hat   | A        | Hunter Shinkaruk | Tigers de Medicine Hat |

| Première équipe | Première équipe         | Position | Deuxième équipe   | Deuxième équipe         |
| Joueur          | Équipe                  | Position | Joueur            | Équipe                  |
| --------------- | ----------------------- | -------- | ----------------- | ----------------------- |
| Mac Carruth     | Winterhawks de Portland | G        | Jordon Cooke      | Rockets de Kelowna      |
| Brenden Kichton | Chiefs de Spokane       | D        | Troy Rutkowski    | Winterhawks de Portland |
| Seth Jones      | Winterhawks de Portland | D        | Tyler Wotherspoon | Winterhawks de Portland |
| Colin Smith     | Blazers de Kamloops     | A        | Brendan Leipsic   | Winterhawks de Portland |
| Justin Feser    | Americans de Tri-City   | A        | Ty Rattie         | Winterhawks de Portland |
| Nicolas Petan   | Winterhawks de Portland | A        | Myles Bell        | Rockets de Kelowna      |